# 防犯
防犯（ぼうはん）とは、犯罪を未然に防止することである。
防犯は、家屋に侵入して来る犯罪者に対して予防したり、また危害を加えられそうになったときに抵抗するための用具を携帯する受動的防犯と、地域を巡回したり、家庭を戸別訪問して犯罪の芽を摘み犯行を未然に防ぐ能動的防犯とに分けられる。

## 受動的防犯
空き巣や暴漢等、予測しうる犯罪に対してあらかじめ防御策を講じることを言う。

### 建物の防犯
空き巣に対しては、現在従来のような一般的な家庭において使われてきたシリンダー式の錠がピッキング技術の発達により容易に破られることが多くなったため、二重施錠や監視カメラとの併用などをもってさらに防犯を強化する必要性が出てきている。例えばマンション等ではオートロックに加えてカラーモニターや録画・録音機能をもったインターホンを設置したり、立ち入りにIDカードを必要とするなどの対策が講じられており、個人住宅でもカラーモニター付インターホンの設置や警備会社との契約によりブザーや警報、通報装置等で空き巣を未然に防ぐ方策を取る家も増えている。LANの普及により防犯カメラの設置も増えている。各種センサーとAIを利用した防犯システムも導入が進みつつある。

### 携帯防犯
また、通り魔や暴漢に対処するため、スタンガン、催涙スプレー等のいわゆる護身用具の所持、あるいは年少者に対する誘拐等に対処するため、防犯ブザーやGPS（携帯電話に内蔵するものが多い）を児童に所持させる例が、2004年頃から急増している。しかし、護身用と言ってもスタンガン、催涙スプレー等の武器になりうる用具を外で持ち歩くと軽犯罪法違反とみなされる可能性が高い。安易な使用についても傷害罪に問われる可能性が高いため、他に手段がない状況でない限りは使用を避けるべきである。

### GPSトラッカー防犯
防犯専用のGPSトラッカーを使って、車の盗難や紛失に備えて、GPS（全地球測位システム）を利用して車の位置を追跡する例が2010年以後増えている。GPSの信号を受信して現在位置を特定できる車用小型のGPS発信機を、車に取り付けておくと、スマートフォンやパソコンなどで車の位置を確認できる。いざ盗難された時に、居場所をメールで通知される機能もある。

## 能動的防犯

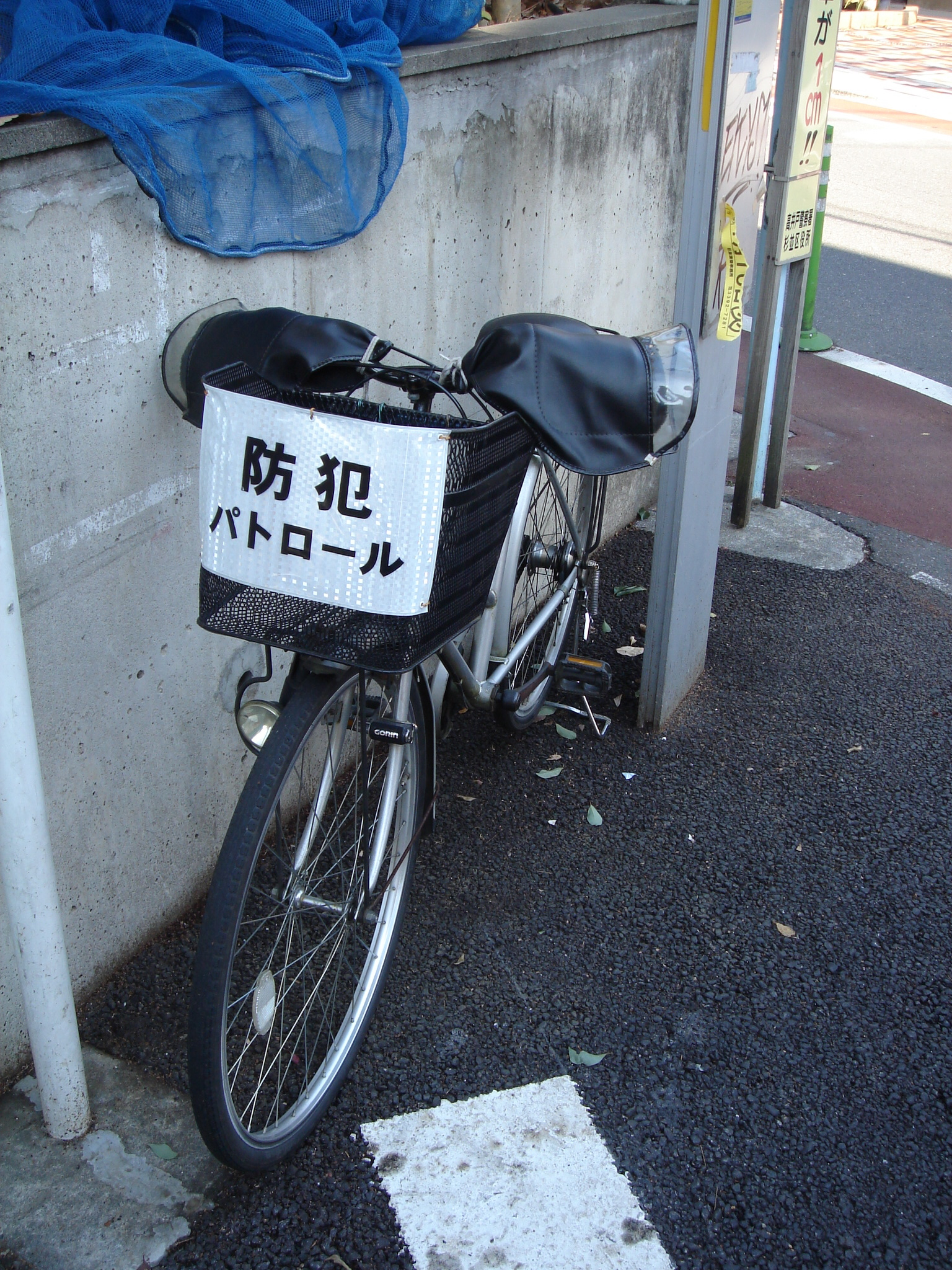
防犯パトロール

能動的防犯とは、あらかじめ犯罪の起きやすそうな場所（人の目から死角になる場所等）をなくしたり、町内で見回りをする等、犯罪のおきやすい環境を改善していき結果的に犯罪を防止しようとする動きである。あるいは、ごく軽微な違反を徹底的に取り締まることによってそれに繋がる犯罪を抑制しようとする割れ窓理論もこれにあたる。
具体的には地域やコミュニティが主体となって、周辺地域の見回り、声かけ等を行い、
1. 犯罪に対する注意を喚起する
2. 犯罪者に「この地域は犯罪に寛容ではない」と思わせる
3. 住民の目から死角になる場所を発見する

等の効果を期待するものである。
犯罪を犯そうとする者に対する対症療法的な受動的防犯に対し、能動的防犯はその地域の環境（犯罪の起こる要因）そのものを変えていこうとする活動であるため、個人ではなく地域や場合によっては市町村レベルでの取り組みが必要である。

### 交番制度
日本の交番制度は、防犯を目的に創設された。つまり、外勤の警察官が絶えず街の動向に目を配り、住民を把握し、不審なことがあれば犯罪が起きる前に対処した。かつての日本では、警察官が地域住民を訪問し、茶飲み話の中から情報を収集したものだが、高度経済成長以降は、特に都市部では住民の出入りが激しくなり、住民の把握が困難になったことから、警察官の訪問はほとんど行われなくなった。
現在は、訪問の代わりに、職務質問を積極的に行うことを重視し、パトカー等によるパトロール活動を強化している。職務質問を強化した結果、覚せい剤等の禁制品所持犯や窃盗犯の検挙に成功するなど、全国各地で多大な成果を挙げている。

### 攻める防犯
攻める防犯とは、 犯罪心理学者の出口保行が提唱する独自の防犯理論である。犯罪者にガスライティングの手法を利用した嫌がらせを働く事で、犯意を削ぐ目的がある。
これは、執拗な嫌がらせ行為で対象を参らせて、行動意欲と行動力を低下させる物であり、それが防犯に効果があるとする考えに裏付けられた行為であるとされる。

### 生活安全条例との関連
各地方自治体で制定される生活安全条例を根拠に地域の防犯・治安維持を向上させる試みが行われている。

## 防犯標語

### いかのおすし
警視庁等の警察が提唱する児童の防犯標語で、食べ物の「イカ」「お寿司」にまつわる名前に防犯上で注意するポイントを結び付けたもの。防犯意識を高めて安全な社会を作ろうというコンセプトから、東京都と警視庁が考案した。「知らない人にはついて（イカ）行かない」「知らない人の車に（ノ）乗らない」「危ないと思ったら（オ）大声を出す(大声で叫ぶ)」「今いる位置が危険だと思ったら安全な場所へ（ス）すぐ逃げる」「危ない目にあったら、すぐ大人に（シ）知らせる」から成る造語。各警察が広報するイメージ画では、可愛くデフォルメされたイカが背中にシャリを背負ったキャラクターが使われている。創作童謡歌手グループKira Kiraによりイメージソング『イカのおすし』も製作された。

### おおだこポリス 4つのおやくそく
神奈川県警察が推奨する児童の防犯標語。「（お）お家の人に行って来ます！」「（お）お友達と遊ぼうね！」「（だ）騙されてついて行かない！」「（こ）怖くなったら大声で！」から成る。この防犯標語で、子供に犯罪から自分の身を守るといった防犯意識を高めるよう、注意喚起をしている。「おおだこポリス４つのおやくそく」の歌とダンスの振り付けも存在する。 また、読売巨人軍の丸佳浩選手や横浜DeNAベイスターズのマスコットである、「DB.スターマン」や「DB.キララ」とコラボしたポスター、チラシ、動画もある。

### 誰か必ず見てるゾ
犯罪抑止のための防犯標語。「誰か必ず見てるゾ　犯罪のない街」などの標語に大きな目のイラストが添えられた防犯ポスターが作成され、地域の掲示板などに掲載されている。